# Tactisch kernwapen

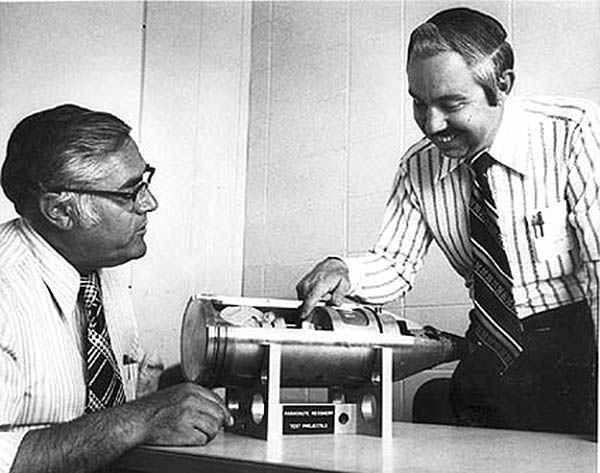
Amerikaanse geleerden bestuderen een dummy van een W48 155-millimeter nucleaire kernkop, een klein tactisch kernwapen.

Een tactisch kernwapen is een kernwapen dat als doel heeft om op het slagveld nabijgelegen militaire doelen uit te schakelen. Dit in tegenstelling tot een strategisch kernwapen, dat bedoeld is om een strategisch doel te vernietigen. Tactische kernwapens zijn daarom niet bedoeld voor een totale nucleaire oorlog, maar voor een beperkte oorlog. Ook het gebruik van een tactisch kernwapen heeft het nadeel dat het getroffen gebied besmet wordt door fall-out. 

## Typen tactische kernwapens
Tactische kernwapens kunnen gebruikt worden in een aantal wapensystemen, naast de conventionele (bommen, raketten), zijn ze ook inzetbaar in artillerie, landmijnen, dieptebommen, torpedo's en anti-vliegtuigraketten. 
Kleine draagbare of door vrachtwagen vervoerde tactische kernwapens als de SADM zijn wel ontwikkeld. Maar het militaire nut van zulke wapensystemen is erg beperkt. Dit is omdat de explosieve kracht van het kernwapen erg wordt beperkt door de grootte van het wapen. De doelen die mogelijk wel zullen worden getarget zouden bottlenecks zijn in logistieke routes zoals tunnels, bergpassen en bruggen.
De explosieve kracht van een tactisch kernwapen ligt over het algemeen tussen enkele tot tientallen kilotonnen TNT-equivalent. Dit is weinig in vergelijking met een modern strategisch kernwapen, maar nog steeds vergelijkbaar met de Atoombommen op Hiroshima en Nagasaki in de Tweede Wereldoorlog.

## Kritiek

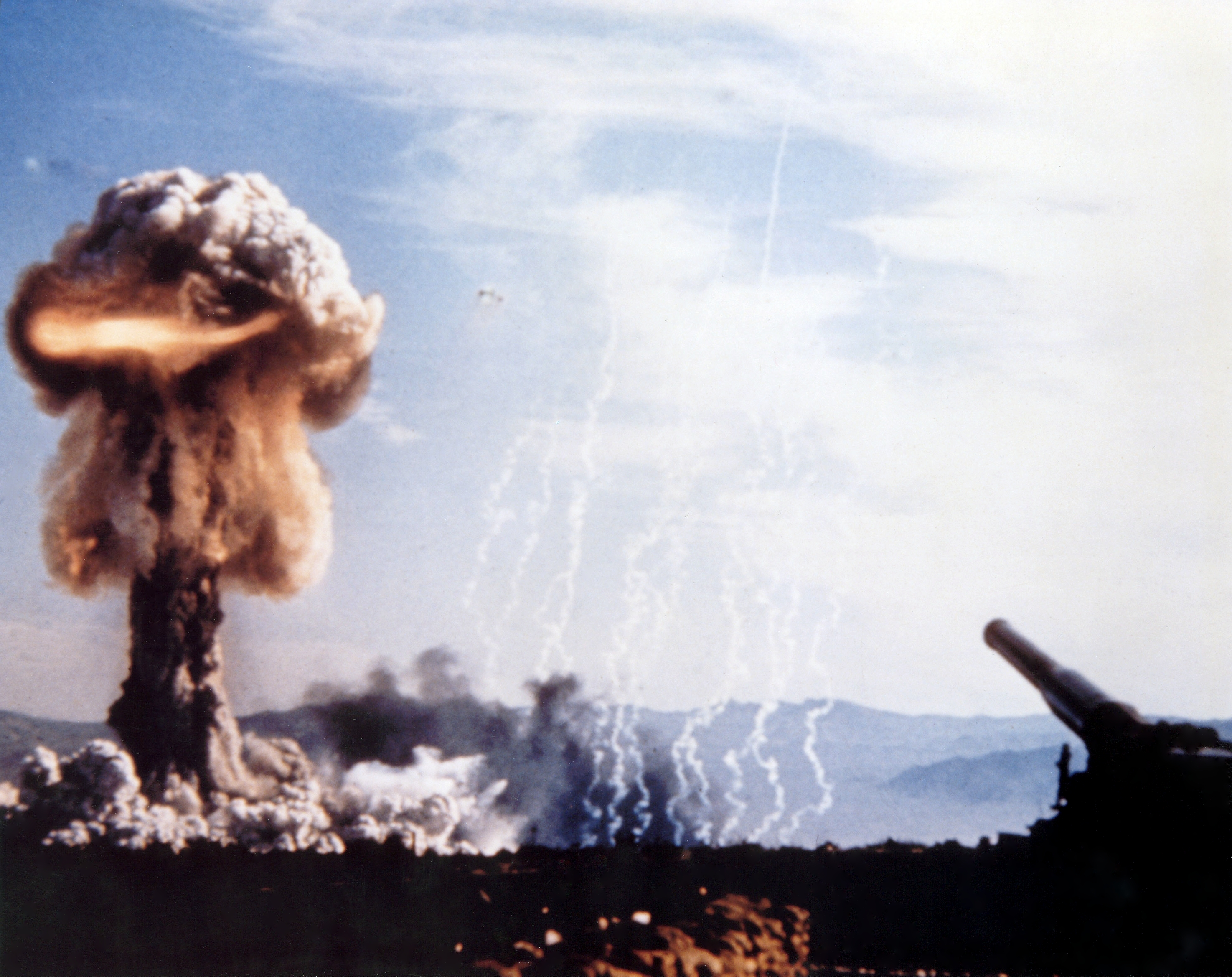
Het nucleaire kanon in 1953 getest te Upshot-Knothole Grable.

De ontwikkeling van tactische kernwapens is omstreden. 
1. Ten eerste omdat een beperkt conflict tussen twee kernmachten kan escaleren tot een totale kernoorlog.
2. Daarnaast is een tactisch kernwapen een gewild object voor terroristen. Vooral vanwege het feit dat deze wapens redelijk draagbaar zijn kunnen ze relatief makkelijk gestolen worden.

## Gebruik
Het gebruik van een tactisch kernwapen zou als doel hebben om:
- een groot aantal troepen op de grond uit te schakelen,
- een bunker of diepe grot uit te schakelen,
- een sterk verdedigde en/of verre basis uit te schakelen die niet door conventionele wapens zou kunnen worden bereikt,
- een grote groep schepen uit te schakelen,
- een grote groep amfibievoertuigen uit te schakelen,
- een logistiek konvooi uit te schakelen,
- een grote groep vliegtuigen uit te schakelen.